# Papaipema baptisiae
Papaipema baptisiae är en fjärilsart som beskrevs av Bird 1902. Papaipema baptisiae ingår i släktet Papaipema och familjen nattflyn. Inga underarter finns listade i Catalogue of Life.